# Leviten
Als Leviten werden die Nachfahren des Levi (hebräisch לֵוִי) bezeichnet, denen allein die Zuständigkeit für den Tempeldienst übertragen war. Auch wenn ihr Stammvater Levi einer der zwölf Söhne Jakobs war, zählen die Leviten nicht als einer der zwölf Stämme Israels, sondern stellen eine separate Gruppe innerhalb des Volks Israel dar (die Zwölfzahl der Stämme ergibt sich daher, dass es nicht einen einzelnen Stamm Josef gibt, sondern stattdessen die Nachfahren seiner beiden Söhne Manasse und Ephraim jeweils als eigene Stämme gezählt werden).

## Biblische Grundlage
Im 1. Buch Mose ist Levi der dritte Sohn Leas und Jakobs (Gen 29,34 ). Seine Nachkommen wurden nach Dtn 18,1–8  allein zum Tempeldienst für alle Israeliten erwählt. Als einziger der Stämme Israels erhielten sie keinen Landbesitz, stattdessen standen ihnen die Tempelabgaben zu. In Num 1,49–50  heißt es:

„Nur den Stamm Levi sollst du nicht mustern und ihre Summe nicht aufnehmen unter den Söhnen Israels, sondern setze du die Leviten ein über die Wohnung des Zeugnisses und über all ihr Gerät und über alles, was zu ihr gehört! Sie sollen die Wohnung und all ihr Gerät tragen, und sie sollen sie bedienen und sich rings um die Wohnung herum lagern.“

Die Leviten wurden, da sie zusammen mit dem Stamm Simeon alle Männer der Stadt Sichem getötet hatten (Gen 34 ), von Jakob vor dessen Tod nicht gesegnet, sondern ihnen wurde ihre Zerstreuung angekündet:

„Die Brüder Simeon und Levi; ihre Schwerter sind mörderische Waffen. Meine Seele komme nicht in ihren Rat, und mein Herz sei nicht in ihrer Versammlung; denn in ihrem Zorn haben sie Männer gemordet, und in ihrem Mutwillen haben sie Stiere gelähmt. Verflucht sei ihr Zorn, dass er so heftig ist, und ihr Grimm, dass er so grausam ist. Ich will sie versprengen in Jakob und zerstreuen in Israel.“

Die Leviten stehen traditionell hinter den Kohanim, assistieren ihnen und übernehmen Tempeldienste oder Organisationsaufgaben. Grundsätzlich gilt: Fällt der Kohen als Rabbiner aus, springt ein Levit ein.
Da infolge von Diaspora, Kulturveränderungen, aber auch Vertreibungen dann Konversionen in andere Religionen stattgefunden haben, existieren Abwandlungen des Namens.

## Rabbinische Tradition
Für die Leviten, die bis heute als eigene Gruppe im religiösen Judentum existieren, gilt eine Reihe besonderer Gesetze und Vorschriften, von denen aber nur wenige während der derzeitigen Abwesenheit des Jerusalemer Tempels anwendbar sind:
So haben die Leviten bei der Lesung der Tora Vortritt vor anderen Juden. Sie tragen heute oft den Nachnamen Levi oder Levy bzw. Halevi oder Halevy. Der Vorname Levi ist dagegen unter allen Juden recht verbreitet und deutet nicht auf eine Zugehörigkeit zu den Leviten hin. Im Tempel waren die Leviten unter anderem für die Einhaltung der Regeln im 3. Buch Mose zuständig, das daher auf Lateinisch Leviticus genannt wird.
Der direkte Dienst am Altar wurde nur von einer Untergruppe der Leviten, den Kohanim, ausgeübt; diese gelten als direkte Nachfahren Aarons, der selbst Levit war. Mit dem Ausdruck „Leviten“ sind heute meist nur die gemeint, die keine Kohanim sind. Auf die Zugehörigkeit zu den Kohanim weisen die Familiennamen Kohen, Kohn, Kahn, Kahane, Katz, Kagan, Kogan, Cohn, Cohen, Cahn o. ä. hin. Die Kohanim haben bei der Tora-Lesung wiederum Vorrang vor den anderen Leviten, sie sprechen einen besonderen Segen in der Synagoge, und für sie gelten besondere Ehe- und Reinheitsvorschriften. So dürfen sie nach religiösem Recht, das in Israel auch als staatliches Recht anwendbar ist, beispielsweise keine Nichtjüdin, Konvertitin oder geschiedene Frau, sondern nur eine jüdisch geborene Jungfrau heiraten.
Levitentum ist in männlicher Linie erblich und kann weder abgelegt noch erworben werden; insbesondere gehören Konvertiten grundsätzlich nicht zu diesen Gruppen. Das Amt eines Rabbiners ist davon ganz und gar getrennt, es ist nicht erblich und kann von jedem Juden, der die entsprechende Ausbildung und Weihe empfangen hat, ausgeübt werden.
Im Liberalen Judentum ist die Unterscheidung zwischen Priestern, Leviten und sonstigen Juden heute aufgegeben worden.

## Römisch-katholische Kirche
Als Leviten wurden im römischen Ritus der katholischen Kirche vor dem 2. Vaticanum der Diakon und der Subdiakon bezeichnet, wenn sie dem Priester bei der feierlichen heiligen Messe in Form eines Hochamtes („Levitenamt“) assistierten. Insbesondere verkündeten die Leviten Epistel und Evangelium. In der außerordentlichen Form des römischen Ritus gibt es noch heute Levitenämter.

## Redewendung
Im Mittelalter wurde das 26. Kapitel des 3. Buches Mose, das auch Levitikus genannt wird, häufig als Grundlage für christliche Strafpredigten eingesetzt; aus dieser Zeit stammt auch die Redewendung Jemandem die Leviten lesen. (siehe Lev 26,14–39 )